# Gołyszyn
Gołyszyn – wieś w Polsce położona w województwie małopolskim, w powiecie krakowskim, w gminie Skała.
| SIMC    | Nazwa     | Rodzaj    |
| ------- | --------- | --------- |
| 0334209 | Bocieniec | część wsi |
| 0334215 | Podgaje   | część wsi |
| 0334221 | Ściborki  | część wsi |
| 0334238 | Wesółka   | część wsi |

W latach 1975–1998 miejscowość administracyjnie należała do województwa krakowskiego.

## Historia
Spis ludności z 1791 roku wymienia
Kajetana Męcińskiego jako dziedzica Gołyszyna.
18 stycznia 1896 roku zmarł kolejny właściciel wsi Józef Psarski (1811–1896). W 1827 roku wstąpił do wojska polskiego służąc w 7 pułku liniowym. Podczas powstania listopadowego brał udział m.in. w bitwach pod Stoczkiem, Grochowem i Iganiami. Walczył też na Litwie pod dowództwem generała Giełguda. Walcząc w oddziałach generała Rohlanda, zdobył armaty, za co odznaczony został krzyżem zasługi.

## Zabytki
Obiekt wpisany do rejestru zabytków nieruchomych województwa małopolskiego.
- Zespół dworski: dwór, spichlerz, park.